# Будівля КБ «Мусон»
Будівля КБ «Мусон» — 14-поверховий хмарочос в Севастополі, розташований на вулиці Руднєва, 41, одна з найвищих будівель міста. 

## Назва
В народі будівлю називають «Одеколон» — через велику схожість з флаконом відомого чоловічого одеколону 1980-х років.

## Історія будівлі
На даху розташований круглий обтічник станції супутникового зв'язку «Хвиля-М», яка випускалася в НВО «Мусон» до 1992 року. Після виходу України зі складу СРСР, виробництво станцій супутникового зв'язку на заводі «МУСОН» було припинено розпорядженням уряду України. КБ поступово занепало. Остання серйозна розробка КБ — серія станцій супутникового зв'язку «Айсберг» (1987–1992), які так і не дійшли до свого споживача.